# Ross Bass
Ross Bass (ur. 17 marca 1918, zm. 1 stycznia 1993) – amerykański polityk, członek Partii Demokratycznej. W latach 1955–1964 reprezentował szósty okręg wyborczy w stanie Tennessee w Izbie Reprezentantów Stanów Zjednoczonych. W latach 1964–1967 był senatorem Stanów Zjednoczonych z Tennessee.